# Tudor Olaru
Tudor (Teodor) Olaru (n. 6 ianuarie 1948) este un inginer, manager și fost deputat din Republica Moldova. În prezent deține funcția de Consilier al Președintelui Camerei de Comerț și Industrie a Republicii Moldova.

## Studii
A învățat la Universitatea Tehnică a Moldovei (UTM) între 1965-1970. În anii 1983-1985 a urmat cursurile  Școlii Superioare de Studii Politice din Sankt-Petersburg.

## Activitatea profesională
După absolvirea studiilor la UTM și până în 1994, a lucrat ca manager-organizator și inginer administrator în cadrul structurilor economice locale, regionale, centrale. În anii 1990-1998 a fost deputat în Parlamentul Republicii Moldova, iar din 1994 este secretar membru al Biroul permanent al Parlamentului. Între 1997-2000 a fost președinte al Companiei de Stat „Teleradio-Moldova”, după care până în 2002 a fost subprefect al Prefecturii municipiului Chișinău.
A început să lucreze la Camera de Comerț și Industrie a Republicii Moldova în 2002, ca vicepreședinte, funcție pe care a ocupat-o până în 2017. Din 2017, este Consilier al Președintelui aceleiași organizații.

## Premii și distincții
A fost decorat cu următoarele distincții:
- Ordinul Republicii (2012)[1]
- Ordinul de Onoare (2011)[2]
- Ordinul „Gloria Muncii” (2008)[3]
- Ordinul „Insigna de Onoare”
- Medalia „Meritul Civic”
- Medalia „Pentru valorificarea pământului de țelină”

## Viață personală
Este căsătorit și are doi copii.